# 1657 Roemera
1657 Roemera è un asteroide della fascia principale. Scoperto nel 1961, presenta un'orbita caratterizzata da un semiasse maggiore pari a 2,3494153 UA e da un'eccentricità di 0,2344373, inclinata di 23,40438° rispetto all'eclittica.
L'asteroide è dedicato all'astronoma statunitense Elizabeth Roemer.